# Корнепластика

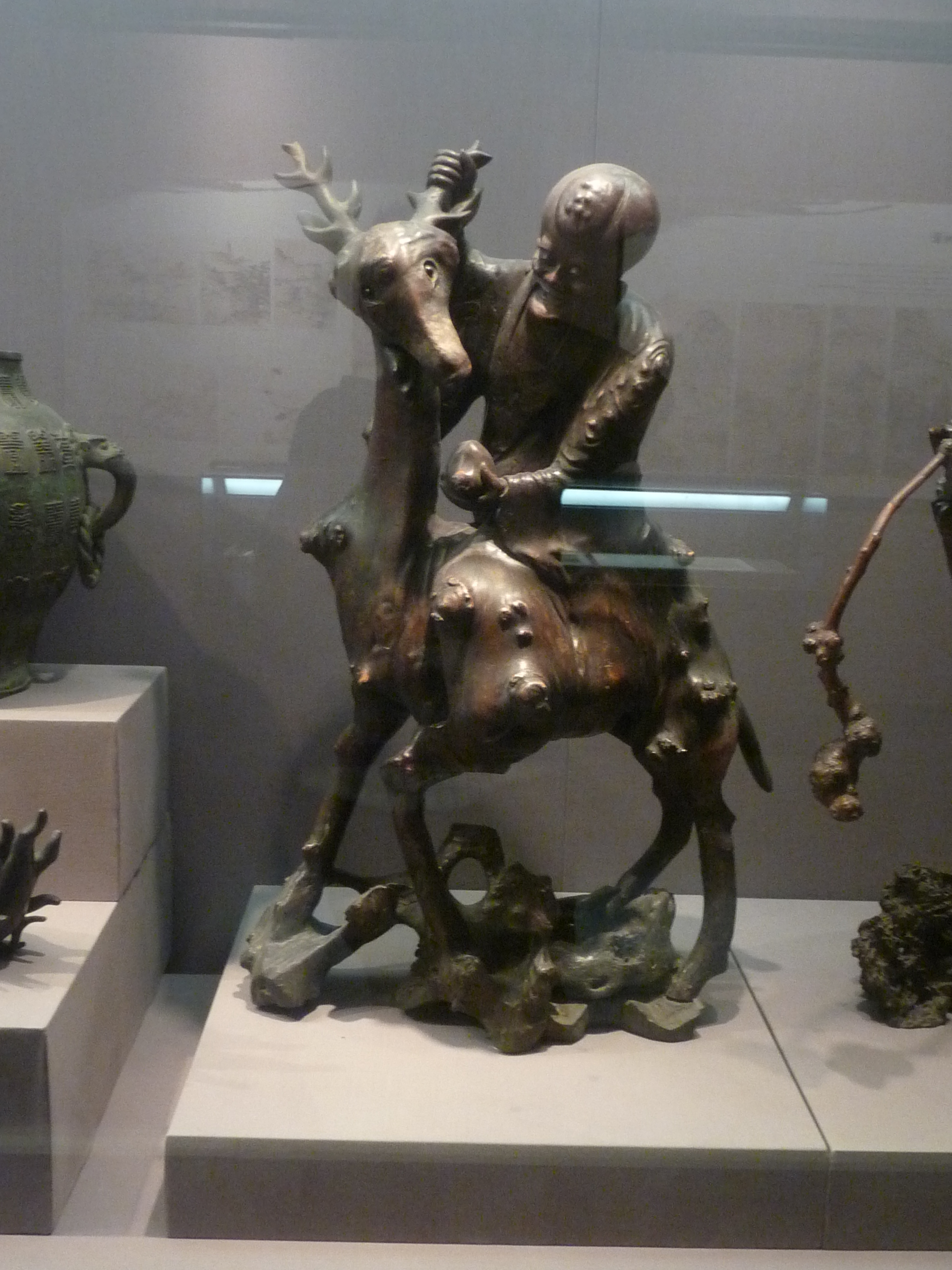
Бог долголетия на олене. Скульптура из корня во дворце Нанкина, Китая

Корнепластика — вид декоративно-прикладного искусства, связанный с изготовлением скульптур из переплетённых корней, сучьев, веток, в различных наростах (капов). Заготовки для корнепластики можно обнаружить в засохшем дереве или кустарнике, в очищенных от земли или промытых корнях. Для работы в основном применяется древесина твёрдолиственных пород.